# Maurice Gandolfo
Maurice Gandolfo, né le 4 novembre 1935 à Avignon et mort le 24 octobre 2018 à Montluçon,, est un coureur cycliste français. Durant sa carrière, il participe à des compétitions sur route et en cyclo-cross. 

## Biographie
Ancien spécialiste du cyclo-cross, Maurice Ganfoldo est devenu champion d'Auvergne à sept reprises et vice-champion de France à trois reprises. Il a également terminé deuxième du championnat du monde en 1962 dans cette discipline, avec le maillot de l'équipe de France. Sur route, il s'est notamment classé deuxième de son championnat régional en 1958, ou encore dixième du Tour du Maroc en 1960. 
À l'issue de la saison 1966, il décide de mettre un terme à sa carrière. Il reprend finalement le cyclisme à la fin des années 1970, mais seulement au niveau régional. Il continue la compétition jusqu'au milieu des années 1980.

## Palmarès

### Palmarès sur route
- 1956
  - 3e du Grand Prix des Foires d'Orval
- 1958
  - 2e du championnat d'Auvergne sur route
  - 3e du Grand Prix de Châtel-Guyon
- 1959
  - Critérium de La Machine
  - 2e du Grand Prix des chaussures Léon Daniel
  - 3e du Grand Prix de Châtel-Guyon
- 1960
  - 4e étape du Tour du Maroc (contre-la-montre par équipes)

### Palmarès en cyclo-cross
| - 1958-1959 - 3e du championnat d'Auvergne de cyclo-cross - 1959-1960 - Champion d'Auvergne de cyclo-cross - 1960-1961 - Champion d'Auvergne de cyclo-cross - 3e du championnat de France de cyclo-cross - 1961-1962 - Champion d'Auvergne de cyclo-cross - 2e du championnat de France de cyclo-cross - 2e du championnat du monde de cyclo-cross - 1962-1963 - Champion d'Auvergne de cyclo-cross - 2e du championnat de France de cyclo-cross | - 1963-1964 - Champion d'Auvergne de cyclo-cross - 1964-1965 - Champion d'Auvergne de cyclo-cross - 2e du championnat de France de cyclo-cross - 1965-1966 - Champion d'Auvergne de cyclo-cross - 1978-1979 - 3e du championnat d'Auvergne de cyclo-cross - 1981-1982 - 3e du championnat d'Auvergne de cyclo-cross |